# Dale Stetina
Dale Stetina (* 9. Juli 1956 in Cleveland, Ohio) ist ein ehemaliger US-amerikanischer Radrennfahrer.
Zweimal errang Dale Stetina einen US-amerikanischen Meistertitel, 1978 und 1980 im Straßenrennen der Amateure.
1979 und 1983 gewann Stetina das Coors International Bicycle Classic (1981 holte er einen Etappensieg), 1983 und 1984 das Cascade Cycling Classic. 1980 siegte er in der Gesamtwertung der Vuelta Ciclista a Costa Rica mit 30 Minuten Vorsprung auf den Zweiten und 1981 in der Vuelta de República Dominicana. 1980 entschied er das Wohltätigkeitsrennen Mount Washington Auto Road Bicycle Hillclimb, das über mehr als zwölf Kilometer steil bergan geht, in der Rekordzeit von 58 Minuten und 41 Sekunden für sich, die erst 1997 von Tyler Hamilton unterboten wurde.
Dale Stetina ist der Bruder des Radrennfahrers Wayne Stetina und Vater von Peter Stetina.
2007 wurde Dale Stetina in die United States Bicycling Hall of Fame aufgenommen.